# متحف كاجواس للفنون

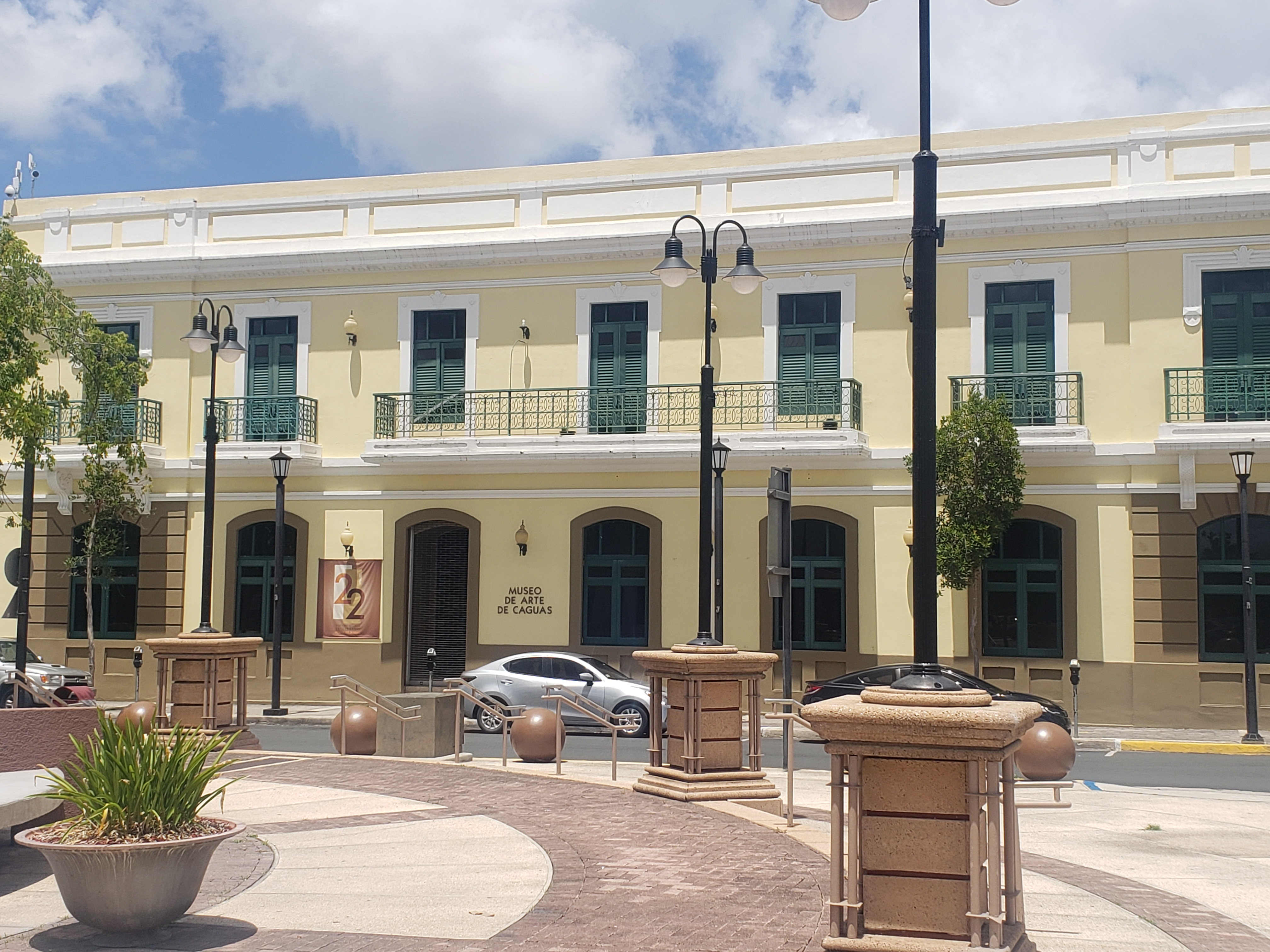
منظر لمتحف الفن من مركز كاجواس للفنون الجميلة.

متحف كاجواس للفنون (بالإسبانية: Museo de Arte de Caguas) هو متحف فني في كاجواس بويبلو، وسط المدينة والمنطقة الإدارية لبلدية کاغواس. المستوى الأول من المتحف مخصص للرسام الأصلي كاجواس كارلوس أوسوريو والمستوى الثاني يقدم معارض مؤقتة. الدخول إلى المتحف مجاني وتتوفر الجولات المصحوبة بمرشدين. كما يستضيف المتحف فعاليات ثقافية.

## الموقع
يقع المتحف في مبنى تاريخي من طابقين على الطراز النيوكلاسيكي يسمى كازا أماريلا (وتعني «البيت الأصفر» بالإسبانية) ويعود تاريخه إلى أوائل القرن العشرين. يقع على زاوية شارعي بادیال ورویز بلفیس. كان هذا المبنى مقرًا لمدير شركة التبغ الأمريكية عام 1911 م.

## أنظر أيضا
- متحف كاجواس للفنون الشعبية
- الفن البورتوريكي

## وصلات خارجية
- Museo de Arte de Caguas (الإنجليزية)